# Duitse militaire begraafplaats Bad Bodendorf
De Duitse militaire begraafplaats Bad Bodendorf is een militaire begraafplaats in Rijnland-Palts, Duitsland. Op de begraafplaats liggen omgekomen Duitse militairen uit de Tweede Wereldoorlog.

## Geschiedenis
Op de begraafplaats rusten 1212 Duitse militairen. De meesten van hen stierven in het krijgsgevangenenkamp Sinzig dat samen met kamp Remagen het geallieerde kamp Goldene Meile vormde.
Na de onverwachte oversteek van de Rijn bij Remagen op 7 maart 1945 en de lang voorbereide oversteek bij Wezel op 23 maart 1945 door de Amerikaanse troepen, werden ruim 300.000 Duitsers krijgsgevangen genomen. Nadat kamp Remagen overvol raakte werd door de gevangen het kamp Sinzig gebouwd. Het kamp Remagen werd op 20 juni 1945 gesloten, het grootste deel van de gevangenen overgebracht naar andere kampen en een deel werd vrijgelaten. Het kamp Sinzig werd op 10 juli 1945 met ruim 25.000 gevangen overgedaan aan de Fransen die het meteen sloten en de gevangenen naar kamp Andernach lieten marcheren.
De omstandigheden in de krijgsgevangenenkampen waren erg slecht. Er was een groot gebrek aan drinkwater, voedsel en dekens. De hygiëne was slecht en dat veroorzaakte ziektes als dysenterie. De doden werden in het kamp verzameld en in de omgeving begraven  begraven. Vanaf 28 april werden op een veld dicht bij Bad Bodendorf, toen nog een dorp Bodendorf, tot 15 juli 1945 1090 krijgsgevangenen begraven.

## Monumenten

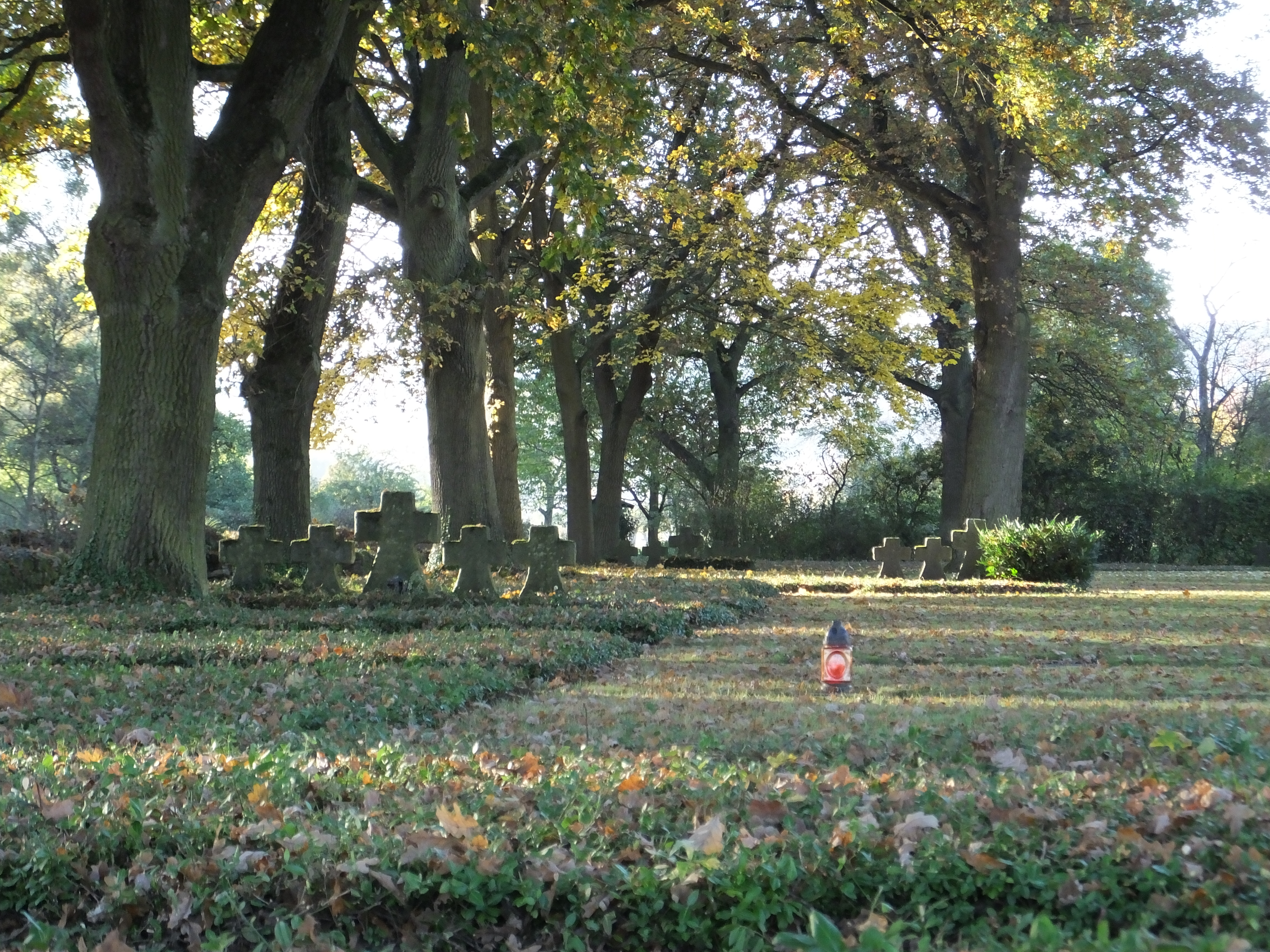
Oorlogsbegraafplaats Bad Bodendorf
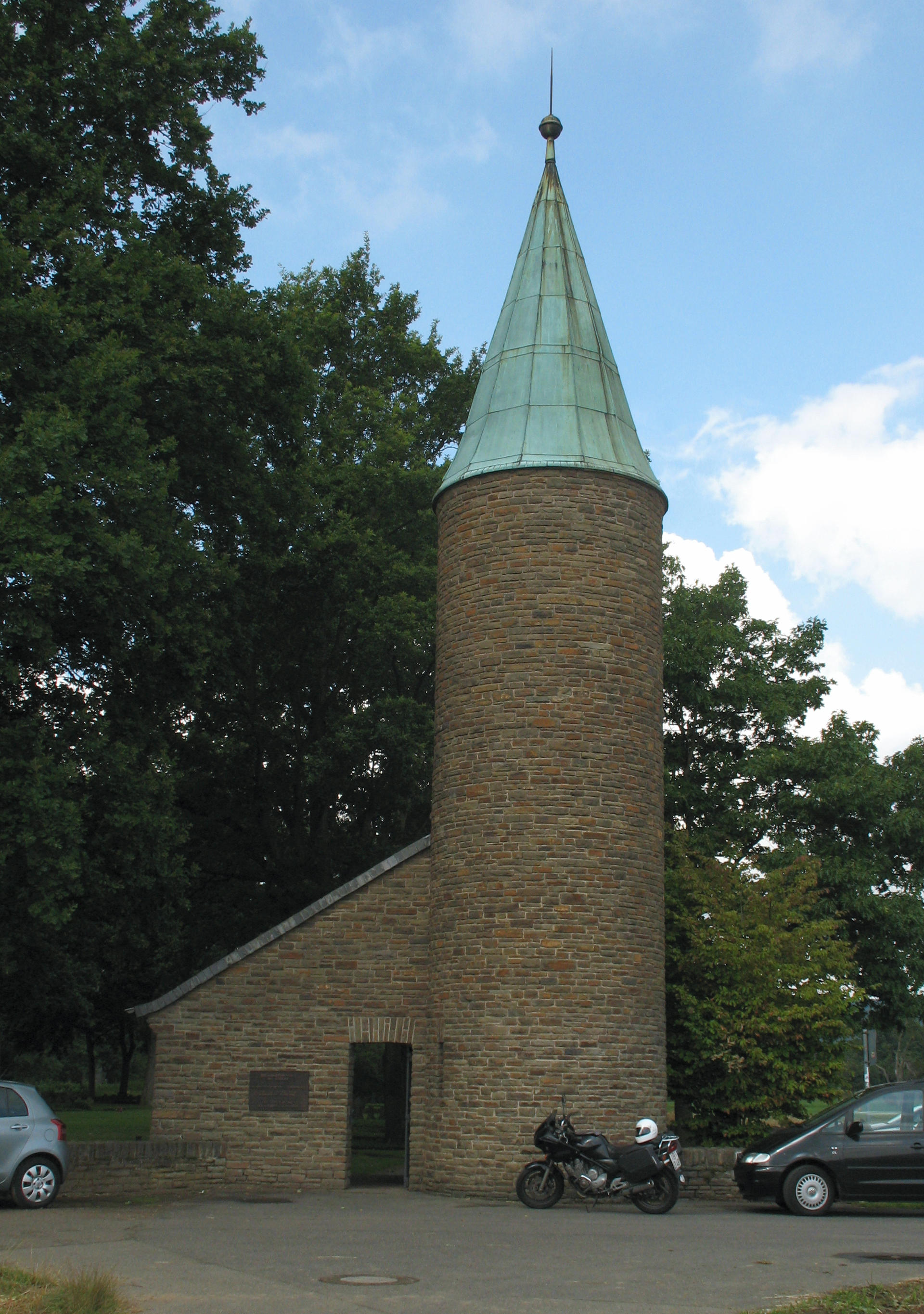
Oorlogsbegraafplaats Bad Bodendorf